# جوزيف هنري كونروي
جوزيف هنري كونروي (بالإنجليزية: Joseph Henry Conroy)‏ هو كاهن كاثوليكي أمريكي، ولد في 8 نوفمبر 1858، وتوفي في 20 مارس 1939 في أوغدينسبورغ في الولايات المتحدة.